# 안에이
안에이(安永, あんえい)는 일본의 연호(元号) 중 하나이다.
- 전후 : 메이와(明和) 이후 - 덴메이(天明) 이전.
- 시기 : 1772년 ~ 1781년
- 천황 : 고모모조노 천황
- 쇼군 : 에도 막부의 도쿠가와 이에하루

## 개원(改元)
- 메이와 9년 11월 16일(1772년 12월 10일), 개원.
- 안에이 10년 4월 2일(1781년 4월 25일), 덴메이로 개원된다.

개원의 이유는 두가지가 있는데, 고모모조노 천황 즉위와, 끊이지 않고 일어난 화재와 풍수해이다.
- 다만 전자의 경우, 「안에이」 개원은 새 천황 즉위와 관계가 없다는 설도 있다. 고모모조노 천황은 왕위를 상속받을 당시 너무 어렸기 때문에, 충분히 성장할 동안 큰아버지인 고사쿠라마치 천황이 대신 왕위에 올랐다. 이것은 이전 천황이었던 레이겐 천황과 같은 케이스인데, 즉위시 개원을 하지 않았던 레이겐 천황의 선례를 본받아 고모모조노 천황도 즉위시 개원을 하지 않았다고 하는 기록이 있다.

## 출전
『문선・동경부』의 「寿安永寧」.

## 안에이 시기에 일어난 일
- 3년
  - 스기타 겐파쿠가 『가이타이신쇼』를 간행하다.

### 죽음
- 8년
  - 히라가 겐나이

## 서력과의 대조표
| 안에이 | 원년   | 2년    | 3년    | 4년    | 5년    | 6년    | 7년    | 8년    | 9년    | 10년   |
| 서력   | 1772년 | 1773년 | 1774년 | 1775년 | 1776년 | 1777년 | 1778년 | 1779년 | 1780년 | 1781년 |
| 간지   | 임진   | 계사   | 갑오   | 을미   | 병신   | 정유   | 무술   | 기해   | 경자   | 신축   |

## 같이 보기
- 일본의 연호 일람

| 이전 메이와 | 일본의 연호 1772년 ~ 1781년 | 다음 덴메이 |